# Sören Tallhem
Sören Tallhem (16 febbraio 1964) è un ex pesista svedese.

## Biografia
Avvicinatosi molto presto all'atletica leggera, si dimostrò molto adatto alle discipline di lancio quali il lancio del disco, del martello, del giavellotto e soprattutto nel getto del peso del quale divenne uno dei maggiori specialisti in Svezia.
Finalista ai Giochi olimpici di Los Angeles 1984, a soli 20 anni, nel 1985 ha siglato il record nazionale indoor nel getto del peso con un lancio a 21,24 metri.

## Record nazionali
- Getto del peso indoor 21,24 m  ( Syracuse, 9 marzo 1985)

## Progressione

### Getto del peso
| Stagione | Misura  | Luogo             | Data      | Rank. Mond. |
| -------- | ------- | ----------------- | --------- | ----------- |
| 2001     | 19,57 m | Väddö             | 1-9-2001  | 56º         |
| 2000     | 18,66 m | Malmö             | 20-5-2000 | 134º        |
| 1999     | 18,57 m | Gävle             | 14-7-1999 | 121º        |
| 1998     | 19,22 m | Karlstad          | 15-7-1998 | 59º         |
| 1997     | 19,00 m | Sundsvall         | 18-7-1997 | 68º         |
| 1994     | 19,94 m | Faker             | 8-8-1994  | 28º         |
| 1992     | 20,83 m | Sollentuna        | 2-7-1992  | 14º         |
| 1991     | 19,86 m | Helsingborg       | 26-7-1991 | 20º         |
| 1989     | 18,95 m | Uddevalla         | 27-5-1989 | 78º         |
| 1988     | 19,78 m | Provo             | 2-4-1988  | 59º         |
| 1985     | 20,91 m | Austin            | 1-6-1985  | 15º         |
| 1984     | 20,60 m | Svezia (bandiera) |           |             |
| 1983     | 17,37 m | Svezia (bandiera) |           |             |
| 1982     | 16,91 m | Svezia (bandiera) |           |             |

### Getto del peso indoor
| Stagione | Misura  | Luogo             | Data      | Rank. Mond. |
| -------- | ------- | ----------------- | --------- | ----------- |
| 2002     | 18,20 m | Malmö             | 16-2-2002 | 100º        |
| 2000     | 19,16 m | Sätra             | 12-2-2000 | 36º         |
| 1999     | 18,92 m | Sätra             | 13-2-1999 | 46º         |
| 1998     | 19,36 m | Eskilstuna        | 14-2-1998 | 33º         |
| 1992     | 20,07 m | Svezia (bandiera) |           |             |
| 1991     | 18,90 m | Svezia (bandiera) |           |             |
| 1990     | 20,52 m | Svezia (bandiera) |           |             |
| 1988     | 19,78 m | Provo             | 2-4-1988  | 18º         |
| 1985     | 21,24 m | Syracuse          | 9-3-1985  | 5º          |

## Palmarès
| Anno | Manifestazione   | Sede        | Evento                 | Risultato | Prestazione | Note |
| ---- | ---------------- | ----------- | ---------------------- | --------- | ----------- | ---- |
| 1983 | Europei juniores | Schwechat   | Getto del peso         | 9º        | 15,58 m     |      |
| 1983 | Europei juniores | Schwechat   | Lancio del giavellotto | 10º       | 66,74 m     |      |
| 1984 | Giochi olimpici  | Los Angeles | Getto del peso         | 7º        | 19,81 m     |      |
| 1990 | Europei indoor   | Glasgow     | Getto del peso         | 11º       | 18,78 m     |      |
| 1992 | Giochi olimpici  | Barcellona  | Getto del peso         | 12º       | 19,32 m     |      |